# NN-185
La carretera NN-185 es una vía departamental secundaria que se ubica en el departamento de Masaya, al suroeste de Nicaragua. Su función principal es conectar los municipios de Niquinohomo y San Juan de Oriente, facilitando el acceso entre comunidades rurales del altiplano de Masaya.

## Trazado y cruces
La NN-185 atraviesa una zona de cerámica artesanal y turismo rural, característica de la región.
| km  | Localidad             | Departamento | Conexión / Ruta |
| --- | --------------------- | ------------ | --------------- |
| 0.0 | Niquinohomo           | Masaya       |                 |
| 3.2 | Zona rural intermedia | Masaya       |                 |
| 6.1 | San Juan de Oriente   | Masaya       |                 |